# Armoiries de la Transylvanie
Les armoiries de la Transylvanie se blasonnent ainsi : Au un, d'azur, à l'aigle de sable becquée et languée de gueules, flanquée à dext d'un soleil d'or et à senestre d'un croissant de lune d'argent ; au deux d'or, marqué par une divise de gueules, sept tours de gueules placées quatre et trois.

## Histoire
Ces armoiries tirent leurs origines de l’édit de Torda, émis en 1366 par le roi Louis Ier de Hongrie, qui redéfinit l’accessibilité à la congregatio generalis (société transylvaine) et à la Diète (assemblée transylvaine), désormais conditionnée par l’appartenance à l’Église catholique. Bien que l’édit de Torda ne le mentionne pas ouvertement, cela en exclut les orthodoxes, obligeant la noblesse roumaine à se convertir et se magyariser, ou à s’exiler en Moldavie ou Valachie. La fin des franchises valaques et de la plupart des duchés autonomes valaques (țări ou vlachfölds) abandonnés par cette noblesse, place les Valaques orthodoxes en situation de servage : en 1437 ils se joignent à la jacquerie de Bobâlna.
La répression exercée par les privilégiés aboutit l’année suivante à l’« Union des trois nations » qui fige la société transylvaine dans un ordre social foncièrement inégalitaire que la jacquerie de Gheorghe Doja/Dózsa György en 1514 ne parvient pas à ébranler, et qui perdurera jusqu’à la révolution transylvaine de 1784. Dans cet ordre social, seuls les catholiques (magyars, sicules et saxons) sont reconnus comme « nations », tandis que les orthodoxes (roumanophones dits « oláhok » ou slavophones dits « skélyok ») sont asservis.
Les armoiries de la principauté de Transylvanie sont publiées en 1596 par Levinus Hulsius dans sa « Chronologie » à Nuremberg. En 1597, Sigismond Ier Báthory, prince de Transylvanie y apporte quelques modifications : l’aigle sera désormais flanqué d’un soleil et d’un croissant de lune, et les sept tours ne sont plus placées sur des collines.

## Interprétations
Initialement les armoiries transylvaines combinent les symboles des trois « nations » qui y étaient privilégiées au Moyen Âge :
1. L’aigle noir représente l’oiseau Turul de la noblesse hongroise ;
2. Le soleil et le croisant de lune représentent les sicules ;
3. Les sept tours représentent les sept villes saxonnes fortifiées (Siebenbürgen ) de Transylvanie.

Bien que l’histoire de ces armoiries soit considérée comme tragique par les Roumains transylvains, la Roumanie ne les a pas modifiées lorsqu’elle a intégré la Transylvanie dans sa propre héraldique, mais y a seulement ajouté son interprétation :
1. L’aigle noir représente pour les Roumains la conquête romaine et la latinité du pays ;
2. Le soleil et le croissant de lune, qui figurent également sur les armoiries des principautés roumaines de Moldavie et Valachie, représentent à leurs yeux la renaissance culturelle roumaine entre l’Orient et l’Occident ;
3. Les sept tours représentent les franchises égales des régiments des gardes-frontières tant roumains que sicules.

Les couleurs bleue, rouge et jaune des armoiries transylvaines étant les mêmes que celles du drapeau de la Roumanie, leur interprétation roumaine est la même que pour ce dernier.    

Armoiries de la principauté de Transylvanie en 1596, selon Levinus Hulsius.
Armoiries de la principauté de Transylvanie à partir de 1597. La « divise de gueules » (bande rouge) est ajoutée sous Abaffi Ier.
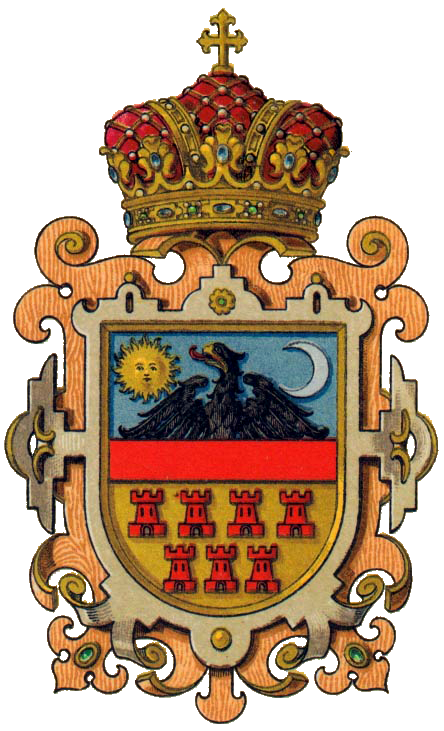
Armoiries du grand-duché de Transylvanie à partir de 1765.
Armoiries du royaume de Hongrie pendant la révolution hongroise de 1848 : l'écu transylvain est en haut à droite.
Armoiries officielles du royaume de Hongrie de 1867 à 1918 : l'écu transylvain figure en bas à droite.
Armoiries officielles du royaume de Roumanie de 1922 à 1944 : l'écu transylvain figure en bas à droite.
Armoiries officielles de la Roumanie depuis 1992 : l'écu transylvain figure en bas à droite.